# Llusco (distrito)
O distrito peruano de Llusco é um dos oito distritos da Província de Chumbivilcas, situase no Departamento de Cusco, perteneciente a Departamento de Cusco, Peru.

## Transporte
O distrito de Llusco é servido pela seguinte rodovia:
- PE-3SG, que liga o distrito de Challhuahuacho (Região de Apurímac)  à cidade de Ayaviri (Região de Puno) [1][2][3]